# Sexlingar
Sexlingar är en svensk film från 1942 i regi av Åke Söderblom och Hugo Bolander.

## Handling
När två trilling-kullar föds samma dag i det lilla samhället Nordsele i Norrland tar journalisten Thor, chefredaktör för ortens tidning, chansen att sätta orten på kartan genom att presentera barnen som sexlingar. Till föräldrar utses pressfotografen Åke (för närvarande inkallad) och dennes nyförlösta fru, trots att dessa båda endast har ett enda barn - men Åke tror fullt och fast på att han är far till världens enda sexlingar och börjar trivas med rollen som kändis. Åkes fru, som känner till sanningen, tröttnar dock till slut på upptåget och avslöjar till slut bedrägeriet - men under tiden har Thor hunnit gifta sig med Selma Waldner och göra henne med barn, och i filmens sista sekund föder hon...

## Om filmen
Filmen premiärvisades 8 juni 1942 på biograf Spegeln i Stockholm. Filmen spelades in i Filmstaden Råsunda med exteriörer från Birger Jarlsgatan och Hötorget i Stockholm av Martin Bodin för koreografin svarade Sven Aage Larsen.
Som förlaga har man skriverierna om de kanadensiska femlingarna Dionne som föddes 1935 i Québec.

## Roller i urval
- Thor Modéen - Thor P. Davidsson, chefredaktör för Polar-Posten i Nordsele
- Åke Söderblom - Åke (Fridolf Teofani) Karlsson, fotograf
- Margit Manstad - Stina Bluhme, skådespelerska
- Inga-Bodil Vetterlund - Lisa Karlsson, Åkes fru
- Gösta Cederlund - Borell, läkare
- Eric Abrahamsson - Solgren, filmregissör
- Viran Rydkvist - syster Emma, Borells sköterska
- Hjördis Petterson - Selma Waldner, ordförande i Föreningen för Barnafrämjandet Framtiden
- Carl Hagman - direktör för AB Stjärnfilm
- Emile Stiebel - negerhövdingen
- Gustaf Lövås - patient på sjukstugan i Nordsele
- Kotti Chave - Åström, redaktör på Stockholms Postens notisavdelning
- Magnus Kesster - mannen från Star-skrädderiet
- Gideon Wahlberg - filmförfattare[1]

## Musik i filmen
- Till anfall, kompositör Axel Malm, instrumental
- Kungliga Svea Livgardes paradmarsch (Fest Marsch), kompositör Wilhelm Körner, instrumental
- Bä, bä, vita lamm, kompositör Alice Tegnér, text August Strindberg efter barnramsan Ba, Ba, Black Sheep, sång Thor Modéen och Åke Söderblom
- Nu ska' vi vara snälla, kompositör Jules Sylvain, text Karl Gerhard, sång Thor Modéen
- Hoppla, kompositör Fritz Ergal, text Dunel, instrumental, dans Åke Söderblom och Eric Abrahamsson
- Corinna, kompositör Jules Sylvain, text Lasse Dahlqvist, sång Conny Söderström som dubbar Åke Söderblom och Ruth Moberg som dubbar Margit Manstad
- Exotisk kärlek, kompositör Jules Sylvain, text Lasse Dahlqvist och Åke Söderblom, sång Emile Stiebel, Conny Söderström som dubbar Åke Söderblom och Ruth Moberg som dubbar Margit Manstad
- Mammy, kompositör och text Lasse Dahlqvist, sång Åke Wedholm som dubbar Thor Modéen
- För kärlekens skull, kompositör Jules Sylvain,  text Lasse Dahlqvist, instrumental
- Good Bye, My Darling, kompositör Jules Sylvain,  text Lasse Dahlqvist, instrumental[1]

## DVD
Filmen gavs ut på DVD 2016.